# متروی وین
متروی وین (آلمانی: U-Bahn Wien) سیستم قطارشهری در شهر وین، اتریش است.
این مترو که در تاریخ ۸ مه ۱۹۷۶ تأسیس شده دارای ۵ خط، ۱۰۴ ایستگاه و ۷۸٫۵ کیلومتر طول می‌باشد.

## نگارخانه

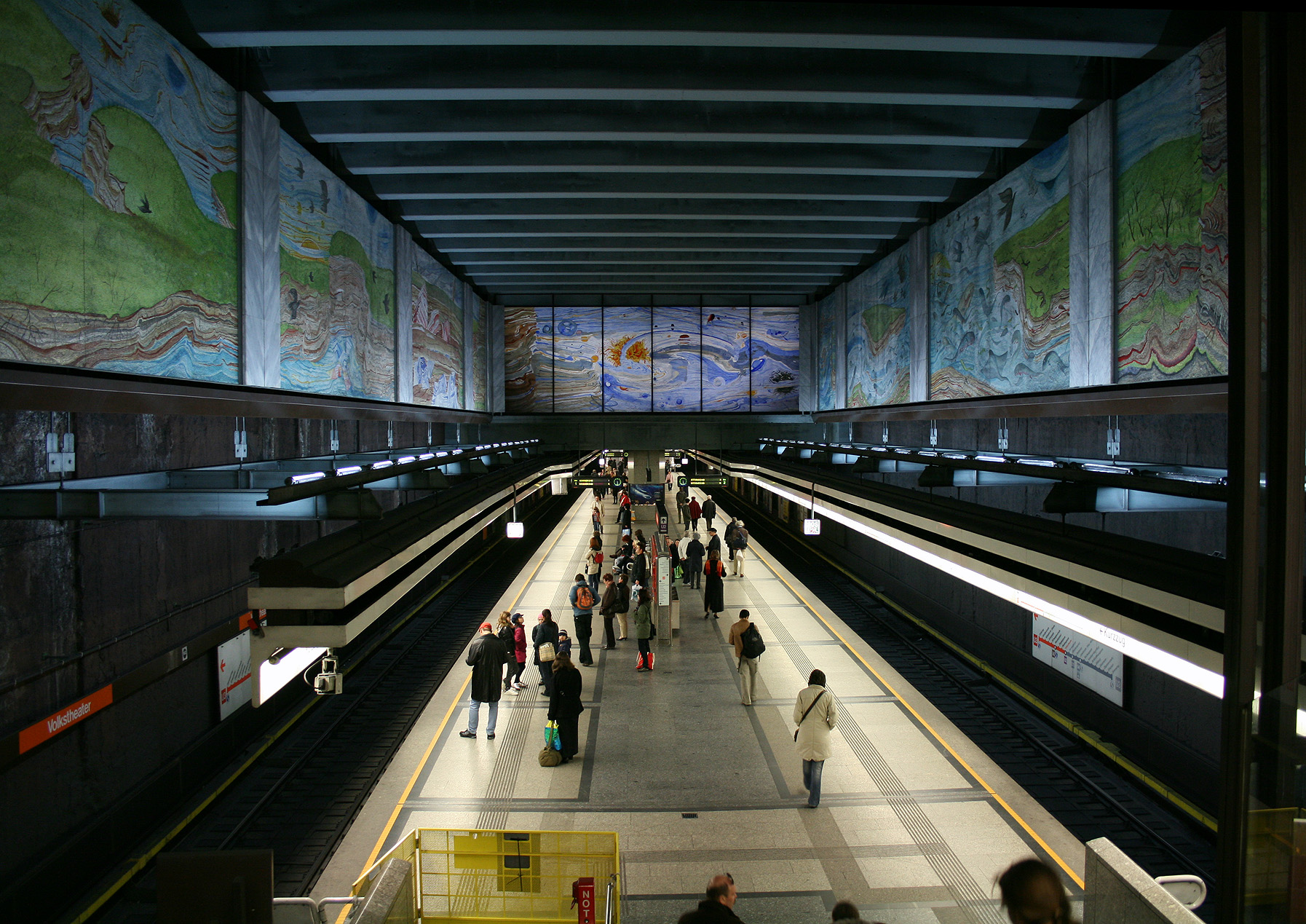
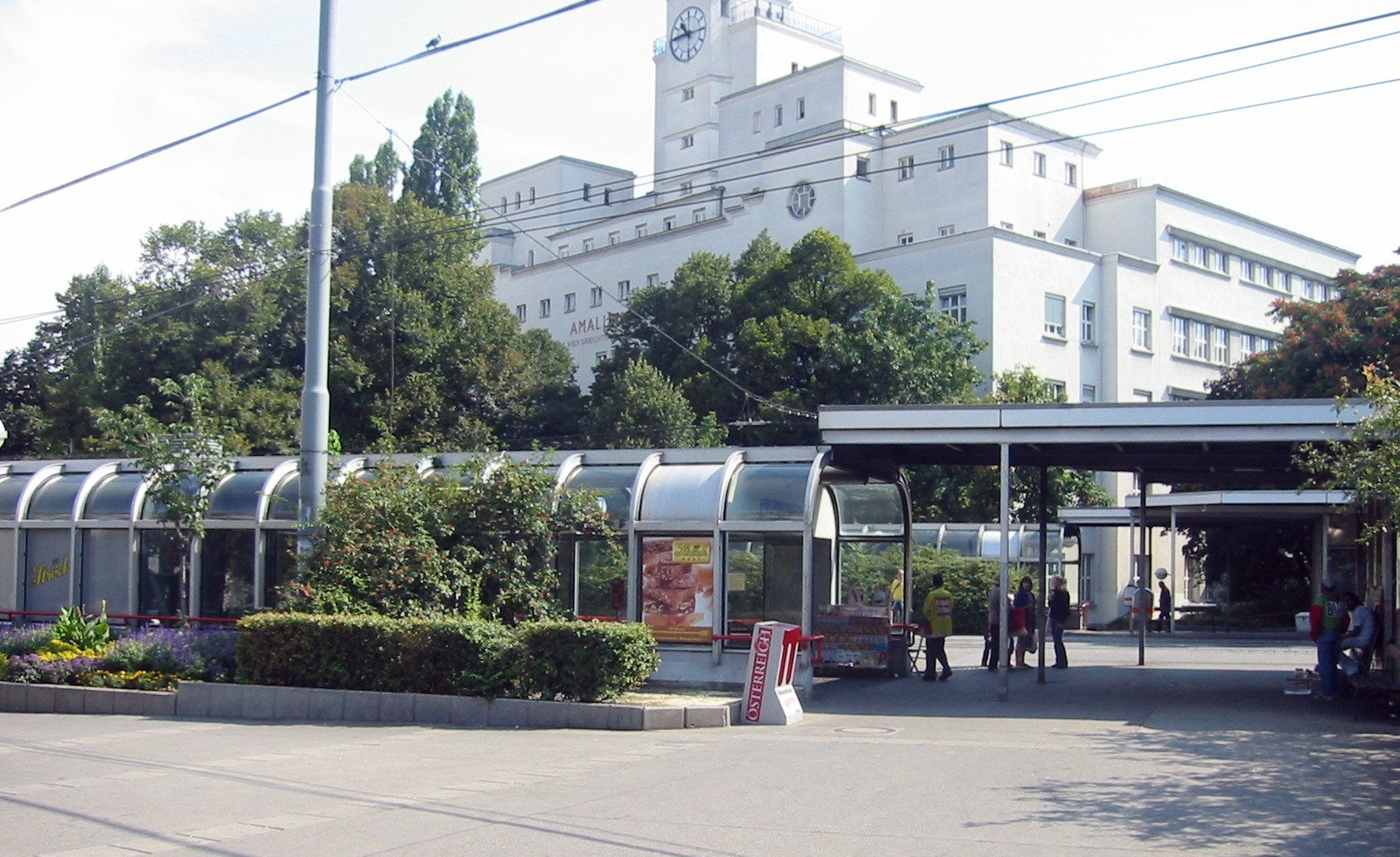
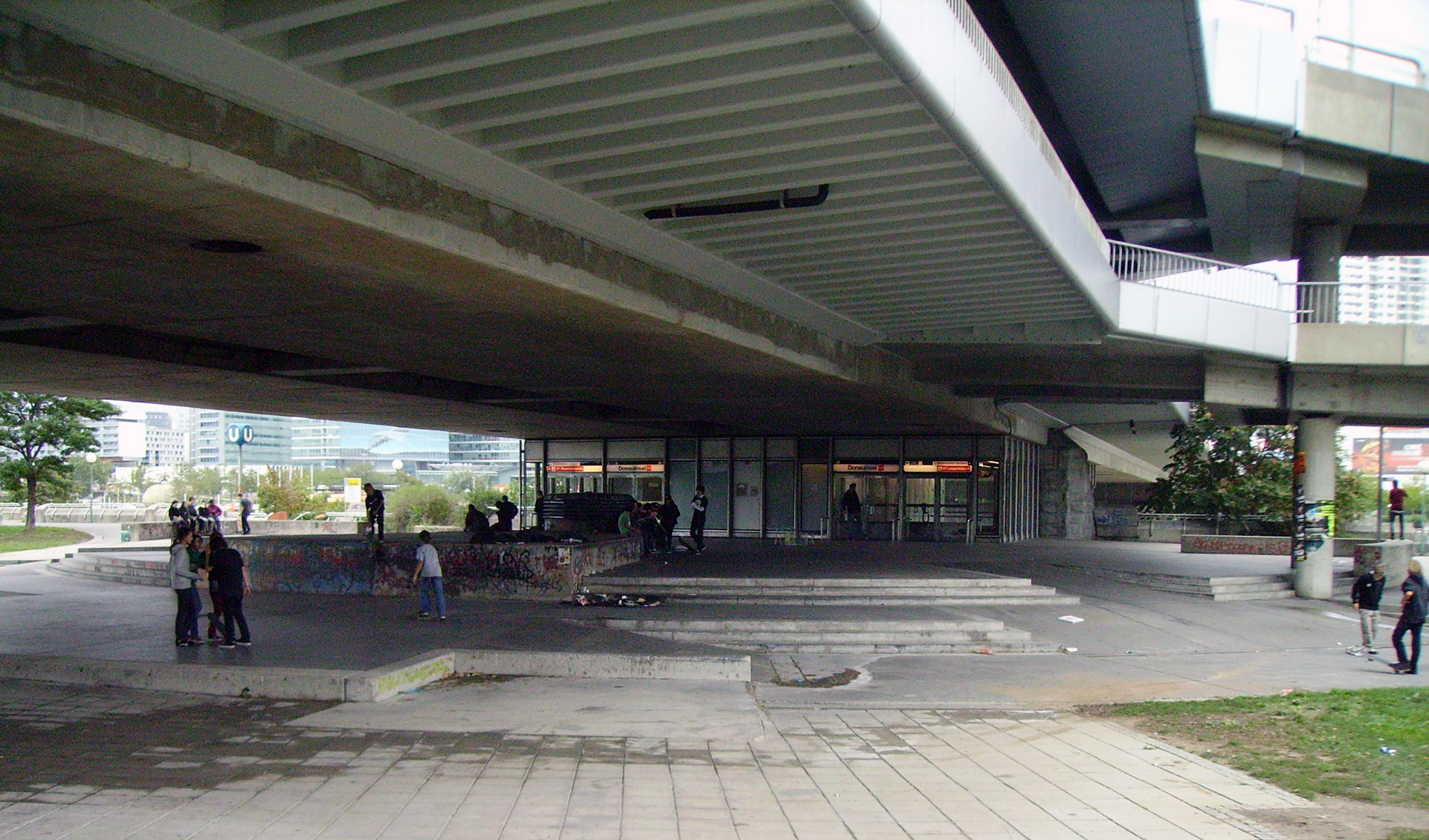
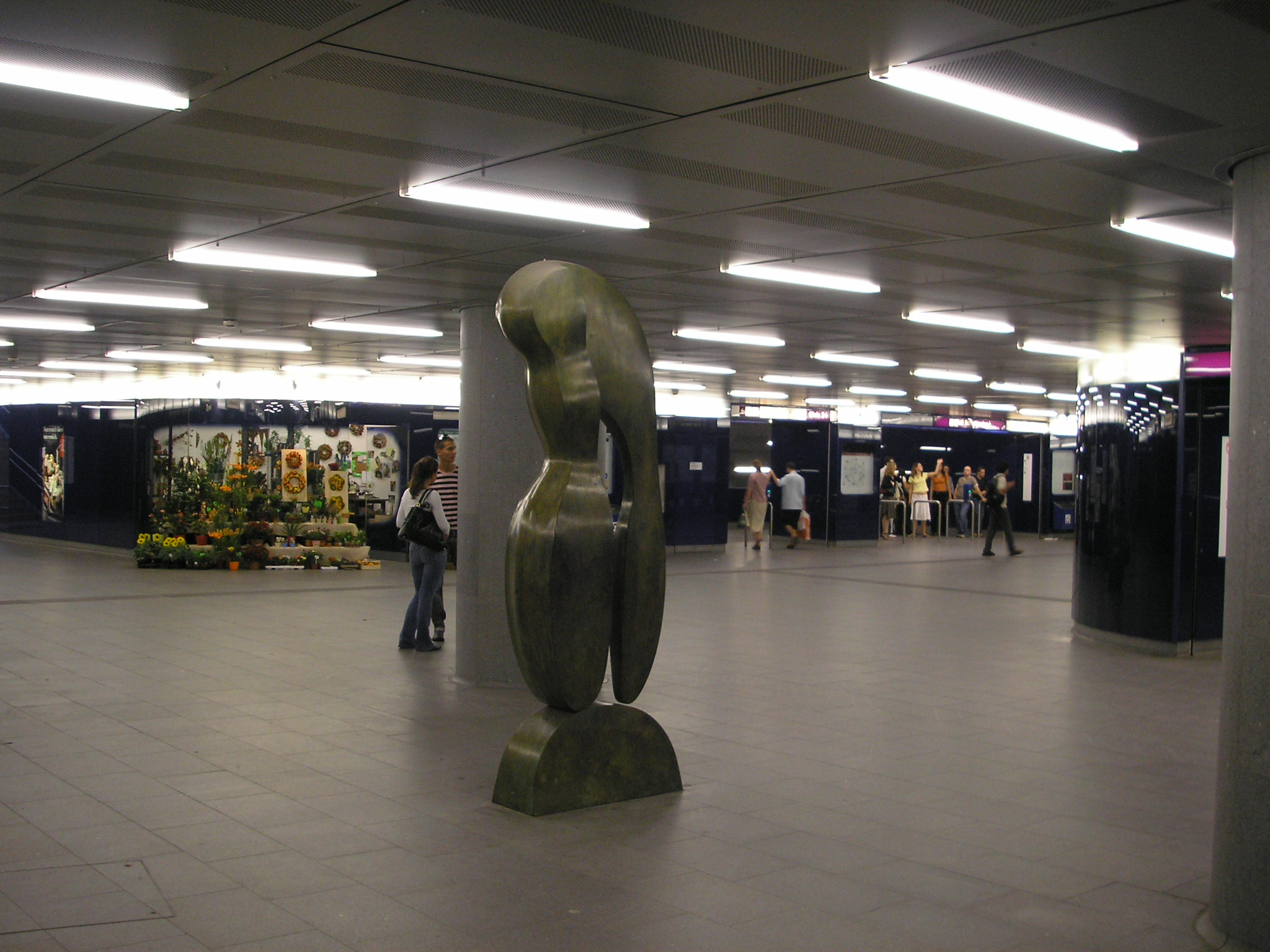
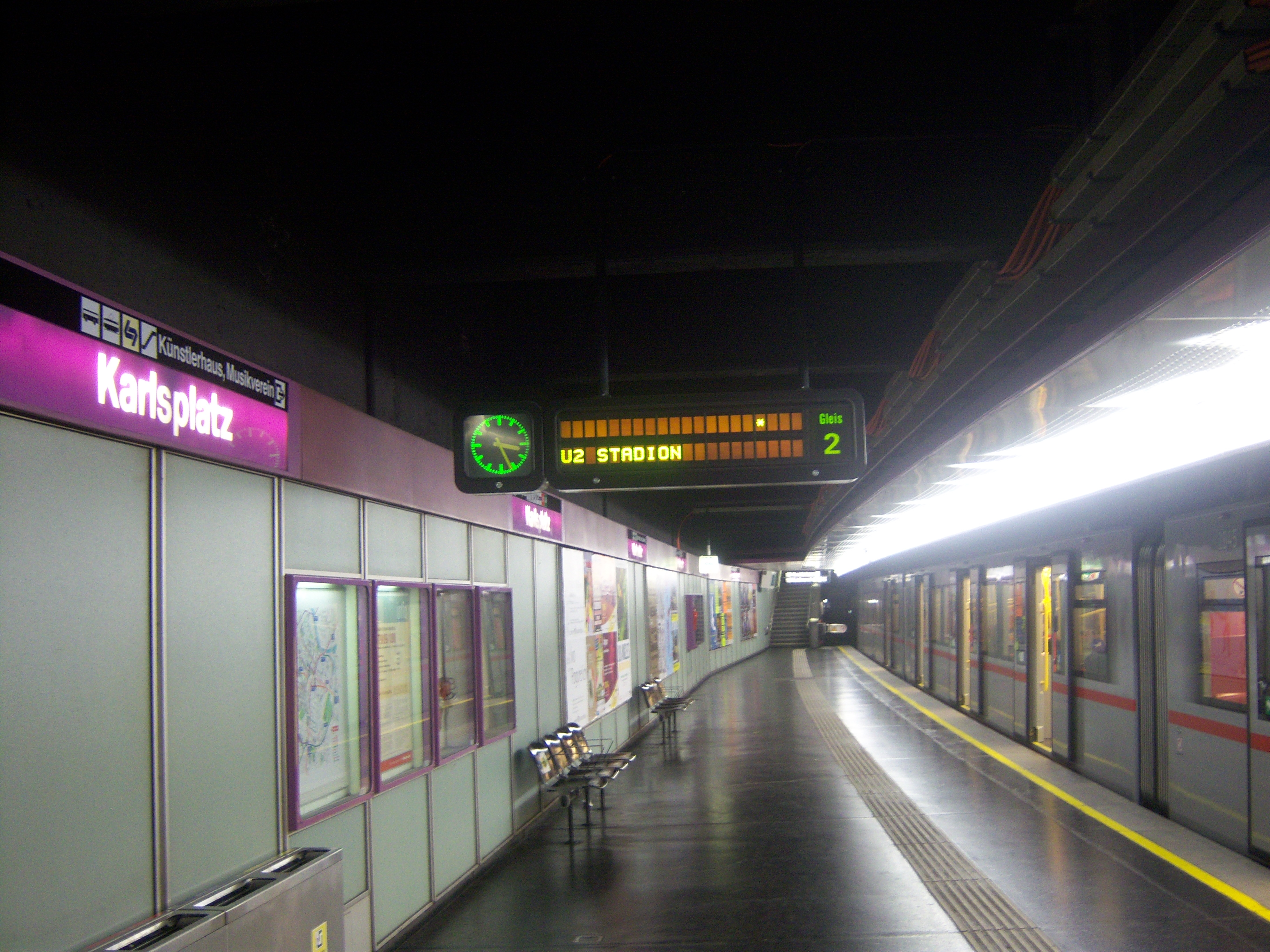
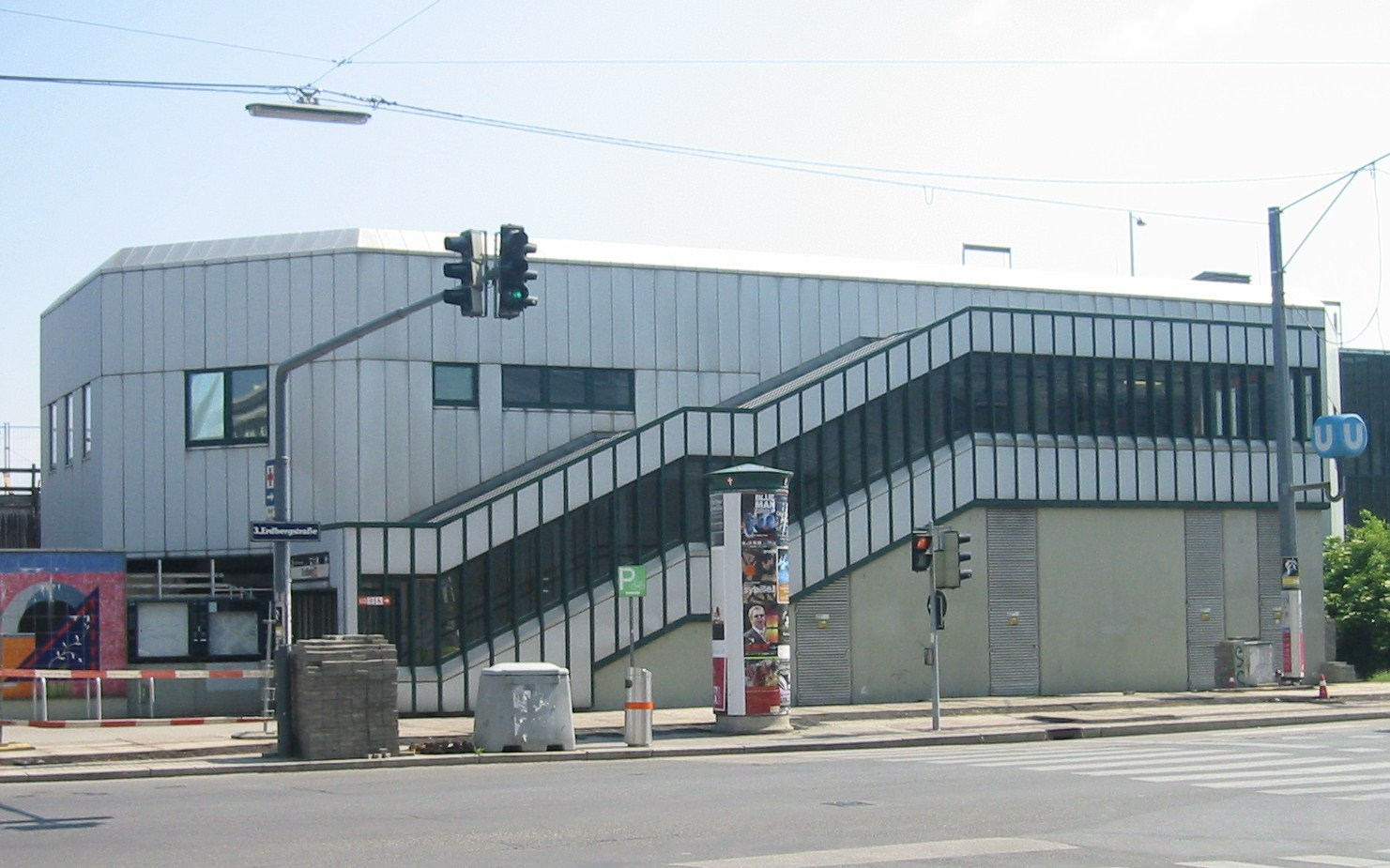
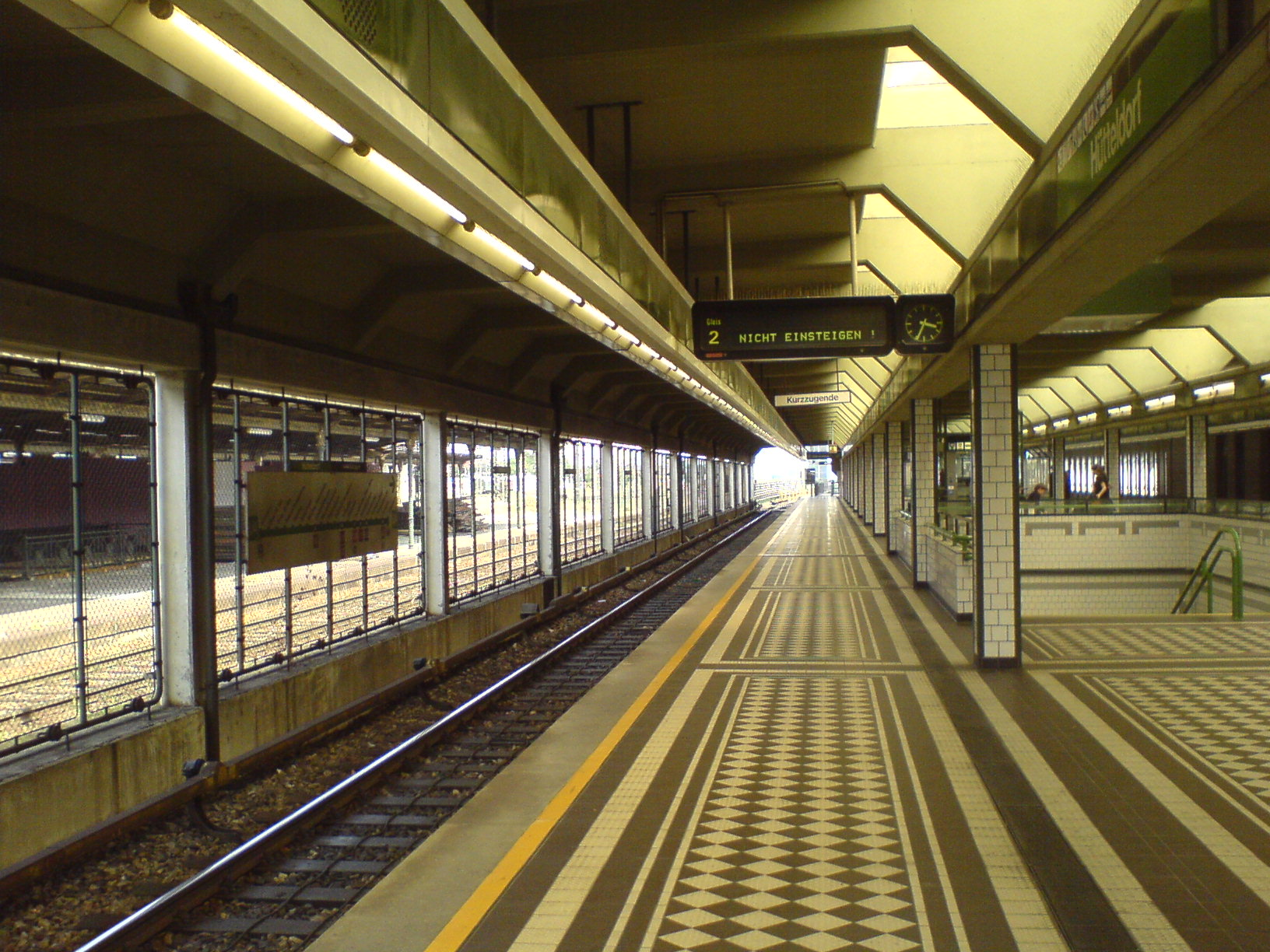
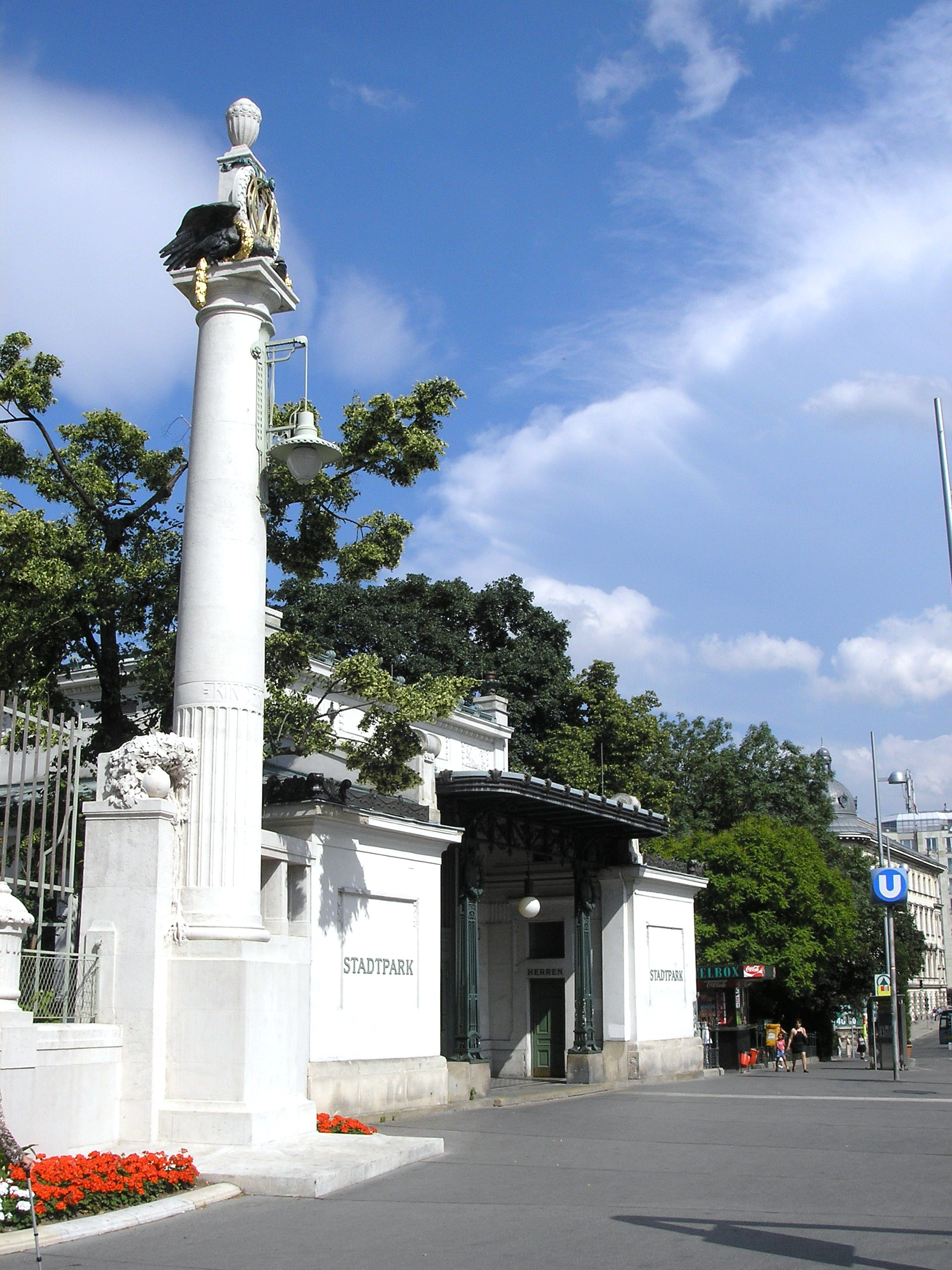

## خط‌ها
| خط  | رنگ     | مسیر                       | طول               | ایستگاه‌ها |
| --- | ------- | -------------------------- | ----------------- | --------- |
| او۱ | قرمز    | Oberlaa – Leopoldau        | 14.6 km (9.1 mi)  | ۲۴        |
| او۲ | ارغوانی | Karlsplatz – Seestadt      | 16.7 km (10.4 mi) | ۲۰        |
| او۳ | نارنجی  | Ottakring – Simmering      | 13.5 km (8.4 mi)  | ۲۱        |
| او۴ | سبز     | Hütteldorf – Heiligenstadt | 16.5 km (10.3 mi) | ۲۰        |
| او۶ | قهوه‌ای  | Siebenhirten – Floridsdorf | 17.4 km (10.8 mi) | ۲۴        |